# Put It There
Put It There (englisch für „Stell es dort hin“) ist ein Lied des britischen Musikers Paul McCartney, das 1990 als Single A-Seite veröffentlicht wurde. Komponiert wurde es von Paul McCartney.

## Hintergrund
Put It There wurde von McCartney Ende 1987 während eines Urlaubs in Zermatt in der Schweiz geschrieben. In dem 2021er Buch The Lyrics: 1956 To The Present erinnert sich McCartney über die Inspiration zum Lied: „„Leg es da hin“ ist ein Ausdruck, den mein Vater Jim oft benutzte. Er war voller schillernder Gesichtsausdrücke, wie so viele Liverpooler auch heute noch. Er liebte es, mit Worten zu spielen, mit ihnen in seinem Kopf zu jonglieren, und er hatte viele kleine Sprüche, die manchmal unsinnig, manchmal funktional, aber immer ziemlich lyrisch waren. Wenn er dir die Hand schüttelte, sagte er: „Leg es dorthin, wenn es eine Tonne wiegt.“ Ich frage mich, ob ich dieses Lied an John (Lennon) richten wollte – ob es nicht auf seine Weise ein Friedensangebot an einen Mann ist, der viel zu früh gestorben ist.“
Laut McCartney wurde Put It There musikalisch von Buddy Hollys Lied Everyday beeinflusst.
Put It There war die fünfte Singleauskopplung aus dem AlbumFlowers in the Dirt, sie erreichte Platz 60 in Deutschland sowie Platz 32 in Großbritannien in den jeweiligen Charts. Die Single konnte sich in den USA nicht in den Charts platzieren.
Für das Lied Put It There wurde ein Musikvideo unter der Regie von Neil Mackenzie Mathews produziert.
Um das Album in Deutschland zu bewerben trat Paul McCartney am 18. Mai 1989 in der deutschen Unterhaltungs-Show Mensch Meier auf und brachte mit Vollplayback die Lieder Put It There und Figure of Eight dar, wobei beide Playbackeinspielungen vom Musikvideo Put It There stammten.
Put It There wurde während Paul McCartneys Welttournee 1989–1990 gespielt. Eine Aufnahme vom 28. September 1989 in Göteborg, Schweden, erschien auf dem Live-Album Tripping the Live Fantastic.

## Aufnahme

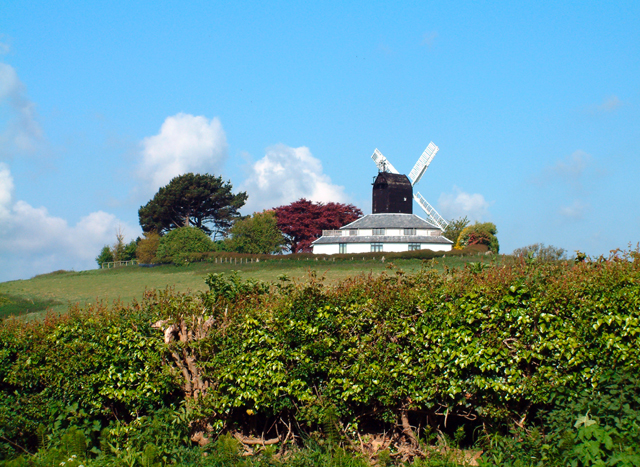
Im Hogg Hill Mill Studio wurden die überwiegenden Aufnahmen eingespielt

Die Aufnahmesessions für Put It There fanden am 22. April 1988 in McCartneys eigenem Hogg Hill Mill Studio in Sussex statt, wobei Neil Dorfsman und Paul McCartney als Produzenten fungierten. McCartney fügte knieklopfende Perkussion hinzu, während er auf einem Hocker in seinem Studio saß. Die Orchesteraufnahmen erfolgten unter der Leitung von George Martin am 28. November 1988 in den Air Studios in London. Geoff Emerick, Peter Henderson und Lance Phillips waren die Toningenieure der Aufnahme. Die Abmischung des Liedes fand am 20. Januar 1989 in den Olympic Studios, London statt.
Besetzung:
- Paul McCartney: Gesang, Akustische Gitarre, Perkussion, Arrangement, Orchesterleitung
- Hamish Stuart: Bassgitarre, Perkussion
- Chris Whitten: Schlagzeug, Perkussion
- Peter Henderson: Programmierung
- George Martin: Arrangement, Orchesterleitung
- Orchester: Unbekannte Musiker

## Coverversionen
Es gibt zwei Coverversion von Put It There.

## Veröffentlichung
- Am 5. Juni 1989 erschien das Album Flowers in the Dirt, auf dem sich Put It There befindet. Am 9. August 1993[5] wurde die CD in einer von Peter Mew remasterten Version veröffentlicht.
- Am 5. Februar 1990 wurde als fünfte Single Put It There / Mama’s Little Girl ausgekoppelt.[6] In den USA erschien die Single am 1. Mai, sie war dort lediglich als Musikkassette erhältlich. In Europa wurde noch folgende, mit einer Coverzeichnung von Paul McCartney[7][8] versehene 12″-Vinyl-Maxisingle[9] und 5″-CD-Single[10] veröffentlicht: Put It There / Mama’s Little Girl / Same Time Next Year. Mama’s Little Girl stammt von den Red Rose Speedway-Sessions, während Same Time Next Year am 5. und 6. Mai 1978 für den Film Nächstes Jahr, selbe Zeit aufgenommen, aber nicht verwendet wurde. Die Studioarbeiten erfolgten in den RAK Studios und den Abbey Road Studios in London. Die Produzenten waren Paul McCartney und Chris Thomas. In den USA wurden 7″-Vinyl-Promotionsingles[11] (beidseitig mit der A-Seite Put It There) hergestellt.
- Am 5. November 1990 erschien das Livealbum Tripping the Live Fantastic, auf dem sich Figure of Eight befindet.
- Am 24. März 2017 wurde Flowers in the Dirt, zum zweiten Mal remastert, von dem Musiklabel Capitol Records als Teil der Paul McCartney Archive Collection veröffentlicht. Die Deluxe Edition enthält eine DVD die das Musikvideo von Put It There beinhaltet.[12]
- Am 2. Dezember 2022 wurde die Singlebox The 7″ Singles Box veröffentlicht, die auch Put It There enthält.